# Stefan d’Aumale
Stefan (ur. ok. 1070, zm. 1127) – hrabia d'Aumale, lord Holderness, syn Odona II, hrabiego Troyes, Meaux i Aumale, oraz Adelajdy, córki księcia Normandii Roberta I Wspaniałego. Siostrzeniec Wilhelma Zdobywcy.
Jako siostrzeniec Wilhelma I był poważnym kandydatem do angielskiego tronu. W 1095 r. grupa zbuntowanych baronów (m.in. Robert de Mowbray i Wilhelm d'Eu) planowała obalić króla Wilhelma Rudego i umieścić na tronie Stefana. Wilhelmowi jednak udało się udaremnić spisek. Ojciec Stefana został uwięziony, a jego majątek skonfiskowano.
W 1096 r. Stefan wyruszył na wyprawę krzyżową u boku swojego kuzyna, Roberta Krótkoudego, księcia Normandii. Po powrocie został w 1102 r. mianowany lordem Holderness przez nowego króla Henryka I. Po śmierci ojca w 1115 r. został hrabią d’Aumale. W 1118 r., podczas buntu królewskiego bratanka Wilhelma Clito, Stefan stanął po stronie buntownika.
Był żonaty z Hawisą, córką Ralfa, pana de Mortimer, oraz Melisandy. Miał z nią następujące potomstwo:
- Wilhelm le Gros (ok. 1115 – 20 sierpnia 1179), hrabia d’Aumale
- Stefan, wspomniany w 1150 r.
- Enguerrand lub Ingelram, wspomniany w 1150 r.
- córka, żona Ryszarda de Gerbercy
- Adela, żona Roberta, pana de Briquebec, oraz Ingelgera de Bohun
- Matylda, żona Gerarda de Pinkeny
- Agnieszka, żona Adama I de Brus, pana Skelton, oraz Wilhelma II de Roumare